# Piotr Paliński
Piotr Paliński (ur. 17 sierpnia 1853 w Fordonie – obecnie dzielnica Bydgoszczy, zm. 26 lutego 1950 w Wągrowcu) – nauczyciel, redaktor, dziennikarz, pisarz, publicysta, krajoznawca, działacz narodowy, regionalista. Pseudonimy i kryptonimy: Janek znad Wisły, Ojciec Bogumił, Bogumił Tłomaczyński, Bogumił Znajomy, Gaweł Wrazinos.

## Życiorys
1870-1873 uczęszczał do seminarium nauczycielskiego w Kcyni, następnie był nauczycielem w szkole w Barcinie. W 1877 roku przeniesiony do szkoły katolickiej w Linowcu. W 1878 uzyskał nominacje nauczyciela stałego, od 1883 uczył w Strzelinie. W latach 1874–1883 publikował w "Gazecie Górnośląskiej", w następnych latach także w "Gońcu Wielkopolskim", "Oświacie", "Warcie", "Niedzieli". W 1887 założył w Strzelinie pismo "Nadgoplanin"; w ramach tytułu pojawiały się dodatki: "Matka Chrześcijańska" oraz "Nasza Gazetka" (dla dzieci). W swoich publikacjach zachęcał do czytania i pisania po polsku. W 1889 został przeniesiony do szkoły w Rupienicy, gdzie publikował w "Straży Polskiej". W 1892 założył Stowarzyszenie Katolickich Nauczycieli Wielkiego Księstwa Poznańskiego z siedzibą w Bydgoszczy, od 1893 do 1895 był jego prezesem. W 1895 Palińskiemu wytoczono proces za przetłumaczenie z języka niemieckiego powieści "Diabeł w szkole" (J. E. K. Bischoff). Paliński złożył dymisję z funkcji prezesa Stowarzyszenia, nie chcąc narażać organizacji, zwłaszcza, że we wstępie książki znajdowały się krytyczne uwagi wobec pruskiego systemu szkolnego. Wyrok sądowy pozbawił go praw wykonywania zawodu nauczyciela. Paliński w swoim życiu 25 razy stawał przed sądem, zarzuty dotyczyły głównie jego działalności publicystycznej.
Pracował jako redaktor "Gazety Bydgoskiej", od 1900 roku redagował "Pałuczanina". W latach 1900–1904 w Gnieźnie współpracował z pismem "Lech". W Gnieźnie dał się poznać jako działacz narodowy. Następnie przeniósł się do Gdańska, gdzie w latach 1904-1905 objął redakcję "Gazety Gdańskiej". Za "przestępstwa prasowe" został osadzony w gdańskim więzieniu. Również tutaj prowadził działalność patriotyczno-narodową. W 1906 został p.o. redaktora "Dziennika Berlińskiego".
W 1906 wyemigrował z rodziną do Westfalii, gdzie do 1908 pracował w Zjednoczeniu Zawodowym Polskim w Bochum. W Westfalii brał czynny udział w stowarzyszeniach polonijnych. Kierował towarzystwem śpiewaczym, był prezesem "Świętojózafacia". Współpracował z pismami: "Śmiech", "Zgoda", "Osa", "Goniec". Rozpoczął pracę nad encyklopedią "Wiedza ludzka", której wydawanie zostało wstrzymane po drugim zeszycie. W końcu władze pruskie uznały działalność Palińskiego na terenie Westfalii za niebezpieczną i zmusiły go do opuszczenia Bochum, jednocześnie nie wydając zgody na osiedlenie się w granicach cesarstwa. Po wydaleniu go z Bochum przeniósł się do Holandii (1911-1919), gdzie pracował m.in. jako kierownik polskiego oddziału firmy ogrodniczej. Tutaj opublikował tekst na temat roślin, który został zauważony m.in. przez Henryka Sienkiewicza. W Holandii związał się z organizacjami chrześcijańskimi oraz polonijnymi. W czasie I wojny światowej prowadził nauczanie i pomógł założyć Ognisko Polskie w Rotterdamie. Kronikę wojenną opisał w 19 tomach, które przekazał do Archiwum Ministerstwa Spraw Wojskowych.
W 1919 roku objął stanowisko profesora w Państwowym Seminarium Nauczycielskim Męskim w Koźminie, wykładał także w towarzystwach oświatowych. W 1922 roku został przeniesiony do Rawicza, gdzie redagował "Dziennik Rawicki", był także radcą miejskim, założył tamtejszy chór. Na emeryturę przeszedł w 1928 roku i przeniósł się do Wągrowca. W Wągrowcu między 1928 a 1933 był prezesem Stronnictwa Narodowego, z ramienia którego bez skutku kandydował do Senatu. W 1933 obdarzony został tytułem honorowego prezesa Stronnictwa. Współpracował z "Gazetą Wągrowiecką", "Piastem".
Okupację spędził na terenie Wągrowca. Pod koniec życia popadł w trudną sytuację materialną. Zmarł w 1950 roku w Wągrowcu, gdzie został pochowany na cmentarzu komunalnym (sektor III, rząd 5).
Swoją działalność Piotr Paliński prowadził w czasie najostrzejszej kampanii Kulturkampfu. Spędził 8 miesięcy w więzieniach oraz był wielokrotnie zwalniany z zajmowanego w danym czasie stanowiska oraz pozbawiany możliwości podjęcia innej pracy w zawodzie.
Uhonorowany został licznymi odznaczeniami i nagrodami, m.in.: Krzyżem Niepodległości oraz orderem Polonia Restituta, Medalem Towarzystwa Powstańców i Wojaków, Medalem Rodła. Jego imię nosi jedna z ulic Wągrowca oraz tamtejsza Biblioteka Pedagogiczna. Również w Bydgoszczy istnieje ulica Palińskiego. Na domu w którym mieszkał w latach 1928-1950 (Wągrowiec, ul. Opacka 3) wmurowano pamiątkową tablicę.
Na temat Piotra Palińskiego powstały książki i artykuły, między innymi publikacja Marii Baar ("Piotr Paliński. Nauczyciel, redaktor, pisarz", Poznań 2006). 27 lutego 2020 roku w 70. rocznicę śmierci Palińskiego, w Bibliotece Pedagogicznej w Wągrowcu pokazano specjalną wystawę dokumentującą jego życie i pracę.

## Wybrane publikacje
– "Kosynierzy" (Poznań 1896),
– "Prawidła przyzwoitości dla kochanych dziateczek" (Strzelno 1888),
– "Estetyka popularna, czyli prawidła grzeczności i przyzwoitości dla wszystkich stanów, a mianowicie dla kochanego ludu polskiego" (Poznań 1897),
– "Wiec obywateli Polaków-Katolików w Gnieźnie 23 września 1900 roku",
– Tłumaczenie libretta do oratorium J. G. Mettenleitera "Ostatnie siedem słów Chrystusa z krzyża" (Gniezno 1903),
– "Liturgia katolicka, czyli wykład Świąt, obrzędów i zwyczajów naszego kościoła" (Grudziądz 1903),
– "Gdańsk i jego starożytności" (Gdańsk 1904),
– "Pielgrzym z Przementu" (1907),
– sztuka teatralna "Pasja święta, czyli gorzka męka Pana naszego Jezusa Chrystusa i jego chwalebne Zmartwychwstanie" (Oberhausen 1907),
– "Pamiątka złotego jubileuszu literackiego nestora polskich literatów Józefa Chociszewskiego w Gnieźnie (Herne 1910),
– encyklopedia "Wiedza ludzka, encyklopedia ludowa" 2 zeszyty (Bochum 1907),
– "Pius X Jego życiorys" (Nadrenia 1908),
– "Pamiątka Złotego Jubileuszu kapłańskiego Ojca św. Piusa X ofiarowana kochanemu ludowi polskiemu" (Bochum 1908),
– "Osa" pismo satyryczno-humorystyczne, (Westfalia 1910),
– "Kultura holenderskich roślin kwiatowych" (Hillegom-Haarlem 1913),
– "Powiat żniński" (1930),
– "Powiat wągrowiecki" (Wągrowiec 1932),
– "Przewodnik po polskim wybrzeżu Bałtyku i po ziemi kaszubskiej" (Gdynia 1934),
– "Dzieje miast wielkopolskich",
– "Z przeszłości dziewiętnastu wielkopolskich miasteczek zamienionych na gminy wiejskie Roku Pańskiego 1934",
– monografia ziemi rawickiej,
– przewodniki po Wielkopolsce, Pomorzu, Pałukach i Kaszubach,
– liczne powieści, rozprawy i artykuły, także przemówienia, prelekcje, wykłady i sztuki teatralne (nie zachowały się),
– Paliński napisał ponad 40 książek i niezliczone ilości artykułów.

## Rodzina
Piotr Paliński był trzykrotnie żonaty; Jadwiga z Janiszewskich (1874 do jej śmierci w 1882), Stanisława z Miodowiczów (1883 do jej śmierci w 1895), Witosława z Pechów (1900, zmarła w 1956 roku). Z pierwszego małżeństwa z piątki dzieci, które zmarły młodo, wychowała się córka Pelagia. Z drugiego małżeństwa z piątki dzieci wychowały się dwie córki: Julia i Anna. Trzecie małżeństwo Palińskiego było bezdzietne.